# 清水河水库 (祥云)
清水河水库是云南省大理州祥云县的一座中型水库，位于米甸镇香么所村委会清水河村，在渔泡江水系清水河之上。兴利库容1,006.2万立方米，总库容1,325.2万立方米，正常蓄水位高程2,242.5米。大坝为混凝土板面堆石坝，最大坝高68米，坝顶长278米、宽8米。总投资4.97亿元，2014年1月14日开工建设，2018年12月12日完工试运行，2021年10月12日通过竣工验收。设计年供水1,216.4万立方米，主要用于农业灌溉，并兼顾工业和城镇供水，祥云县城四水厂的主水源即为清水河水库。